# Joint Base Elmendorf–Richardson

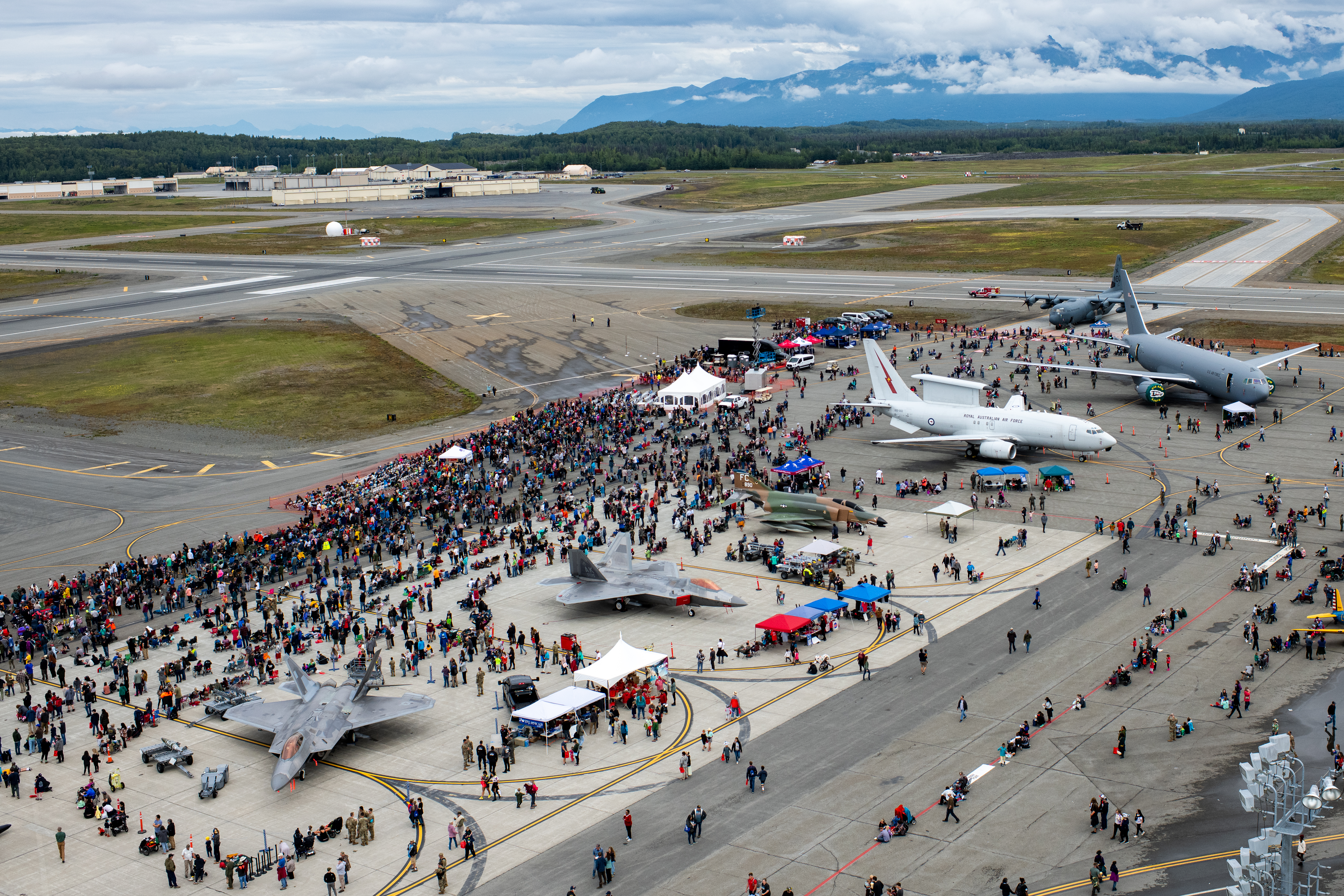
Joint Base tijdens Arctic Thunder, in 2022.

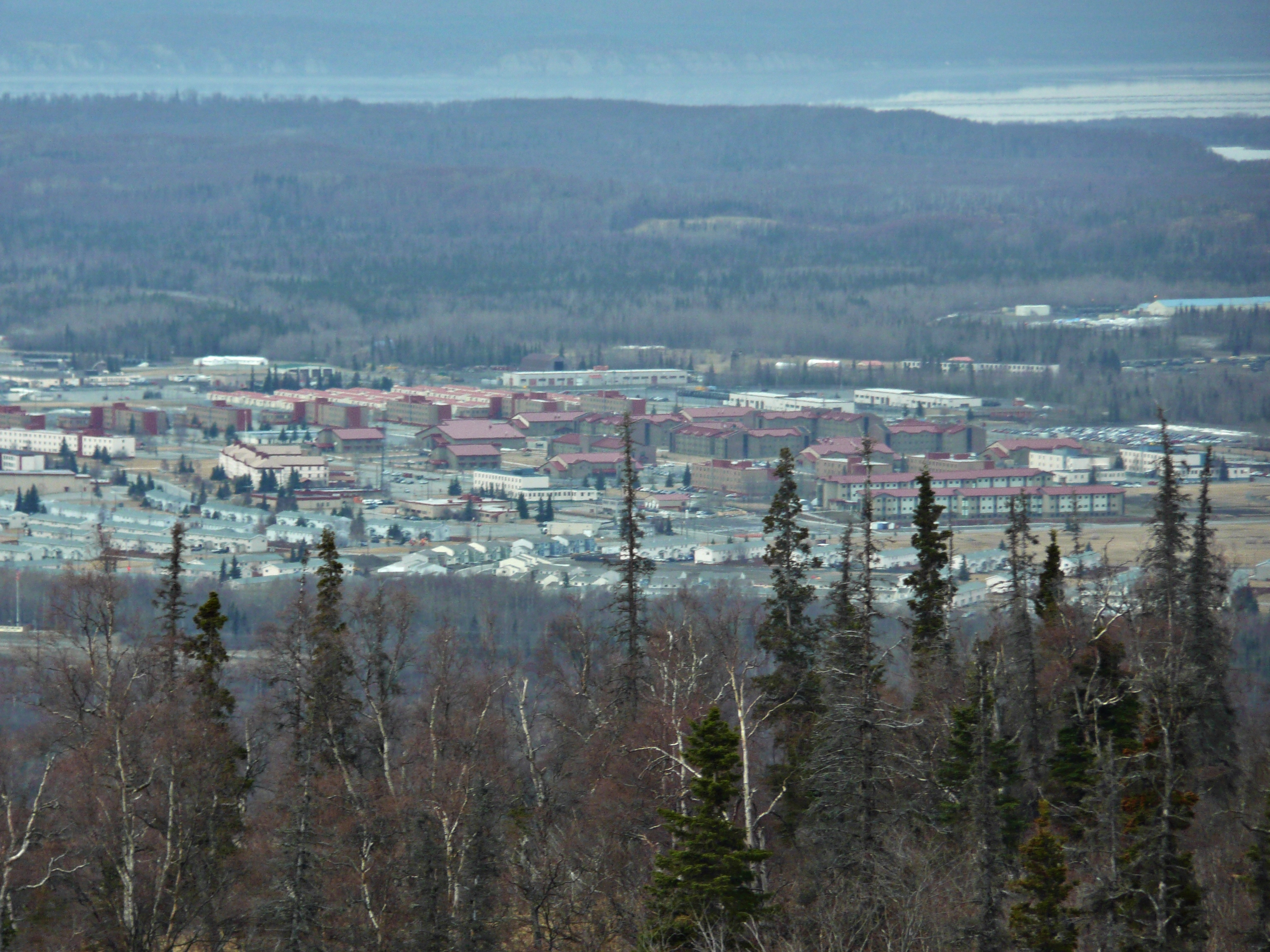
Fort Richardson vanuit Arctic Valley.

De Joint Base Elmendorf–Richardson (IATA: EDF, ICAO: PAED, FAA LID: EDF) is een militaire basis van de Verenigde Staten in Anchorage (Alaska). Het is een gezamenlijke basis die is ontstaan uit de Elmendorf Air Force Base van de Amerikaanse luchtmacht en Fort Richardson, een basis van het Amerikaanse leger, die in 2010 zijn samengevoegd.  